# Lokalzeit

Logo der Lokalzeit seit 4. September 2016 mit der Schriftart FF Kievit

Logo der Lokalzeit bis 3. September 2016

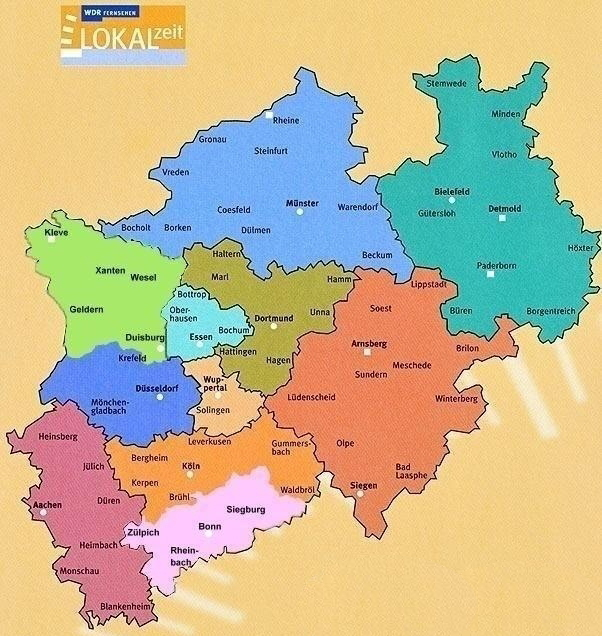
WDR-Lokalzeit-Gebiete

Lokalzeit ist das lokale Fernsehen-Nachrichtenmagazin des WDR Fernsehens mit derzeit elf verschiedenen regional begrenzten Programmen.
Bis 2006 gab es auch die zwanzigminütigen Lokalfernsehsendungen PunktDortmund und PunktKöln. Ab dem 25. Februar 2009 wurde aus dem Studio Dortmund für einige Monate zum bereits bestehenden Angebot zusätzlich die Lokalzeit NRW ausgestrahlt, in der täglich von 14:00 bis 15:00 Uhr Beiträge aus den elf Lokalzeiten gesendet wurden. Zum damaligen Redaktionsteam gehörte auch Sven Kroll, der heute als Vertretung immer wieder in verschiedenen Lokalzeit-Studios moderiert.
Die Leitung des Programmbereichs Regionalprogramme befindet sich in Düsseldorf.

## Geschichte
Die Regionalisierung begann am 1. Oktober 1984 mit der Ausstrahlung regionaler „Fensterprogramme“, zunächst aus Düsseldorf (Schaufenster), Köln (Kölner Fenster), Münster (Münsterland Magazin), Bielefeld (OWL aktuell) und Dortmund (Hier im Revier). 1991 folgte das Fenster für Südwestfalen unter dem Sendungsnamen „Südwestfalen heute“ (gesendet wurde zunächst aus Dortmund, seit 1992 aus Siegen). Am 15. April 1996 wurden die Fenster einheitlich auf den Titel „Lokalzeit“ getauft und die „Lokalzeit Bergisch Land“ aus Wuppertal ging auf Sendung. Am 4. November 1996 folgte die „Lokalzeit Regio Aachen“, am 20. Januar 1997 schließlich die „Lokalzeit Ruhr“ aus Essen. Seit diesem Tag beträgt die Sendezeit aller Lokalzeit-Ausgaben 29 Minuten um 19:30 Uhr und zusätzlich fünf Minuten Nachrichten um 18 Uhr. Die letzten zwei Fenster starteten am 1. Februar 2007 in Bonn und Duisburg; zusammen mit der Einrichtung eines Korrespondentenbüros in Paderborn war nach Aussage des Intendanten des WDR damit die sogenannte Regionalisierung abgeschlossen. Weitere Korrespondentenbüros betreibt der WDR in Arnsberg, Detmold, Kleve und Rheine. Seit dem 27. Dezember 2014 entfallen am Samstag die regionalen Lokalzeit-Schienen zu Gunsten eines zentral gesendeten Lokalzeitprogramms (Samstagslokalzeit). Am 5. September 2016 gingen alle elf WDR-Lokalzeiten aus neuen Studio-Kulissen auf Sendung. Die Studios sind an die per Corporate Design an andere WDR-Studios angepasst, aus denen die Aktuelle Stunde, Westpol und Hier und heute produziert werden. Beton, Holz und Metall sowie mehrere Bildschirme beherrschen das Bild der neuen Studios.

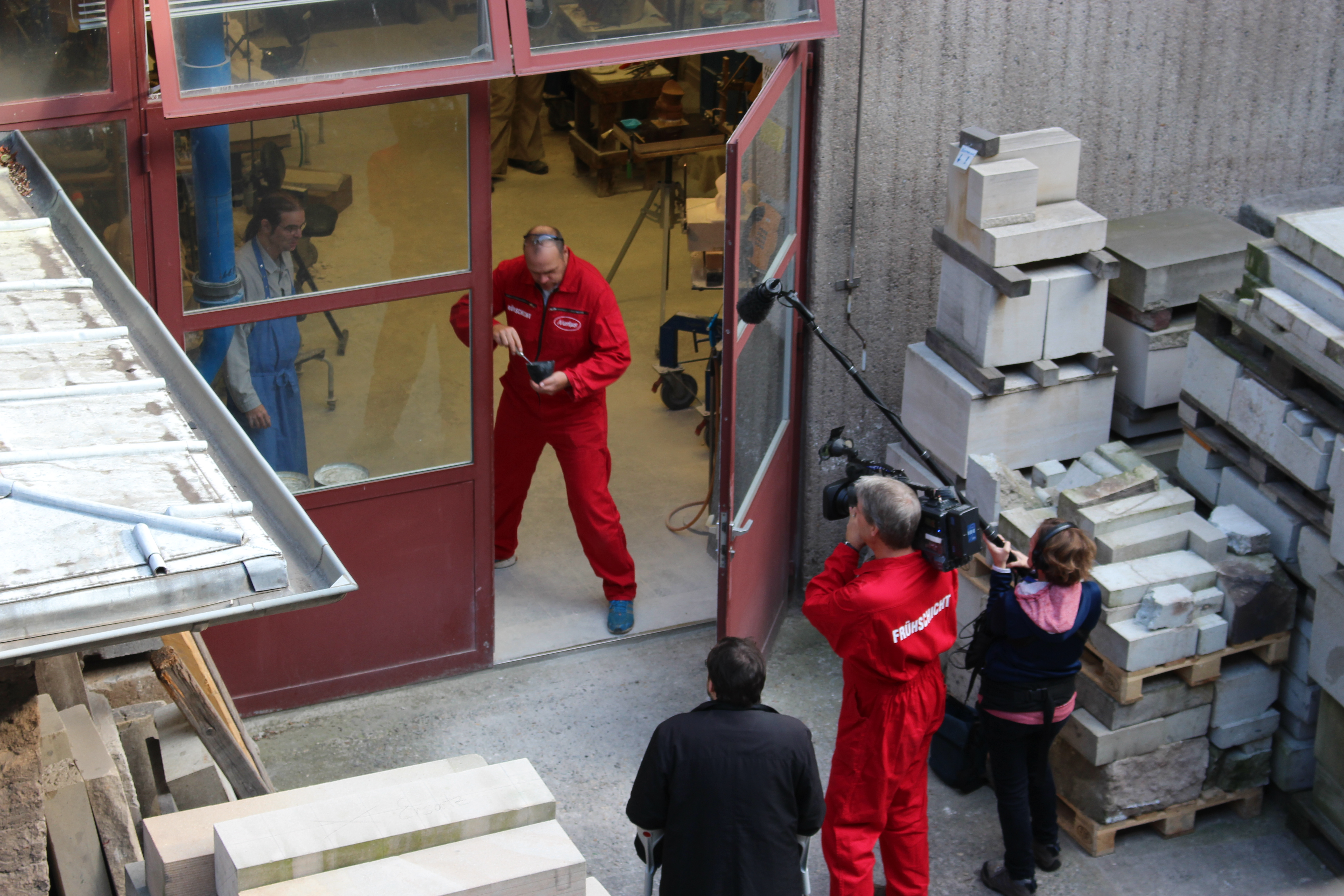
Frühschicht der Lokalzeit Köln während der Dreharbeiten bei der Dombauhütte Köln

## Sendezeiten der Lokalzeit
Eine fünfminütige Lokalzeit wird montags bis freitags um 18:09 Uhr direkt im Anschluss an WDR aktuell im WDR Fernsehen ausgestrahlt. Am späteren Abend, um 19:30 Uhr, wird die 30-minütige Hauptausgabe im Anschluss an die Aktuelle Stunde gesendet.
Samstags wird eine NRW-weite Lokalzeit live ausgestrahlt.
In unregelmäßigen Abständen erscheinen an Sonn- und Feiertagen die Lokalzeit Geschichten, welche mit längeren Berichten vorproduziert werden, die nicht thematisch zusammenhängen. Seltener werden einige Ausgaben auch thematisch konzentriert und vollständig außerhalb des Studios vor Ort gedreht, was dem Format mehr den Charakter einer Reportage verleiht. Um den Wiedererkennungswert aufgrund der unregelmäßigen Sendezeiten zu wahren, wird hierbei auch meist eine leicht veränderte Titelmelodie verwendet. Die Sendezeit beträgt ebenfalls 30 Minuten, Sendetermin ist jeweils um 19:30 Uhr. (Stand: Mai 2021)
Während der ersten zwei Wochen der Fußballweltmeisterschaft 2018 gab es zusätzlich eine NRW-einheitliche „Lokalzeit Nacht“, in der aktuelle Themen sowie gute Nachrichten des Tages behandelt wurden. Die Sendung wurde von Kristina Sterz moderiert und im Studio Essen vorproduziert.
Bis Januar 2023 hatten alle Lokalzeiten einen eigenen Auftritt auf Facebook, bis diese zu einem einheitlichen Account zusammengelegt wurden. Dabei übernahm der Account der Lokalzeit aus Köln die Beiträge der anderen Lokalzeiten. Bei der Zusammenlegung ist der Plattform dabei ein Fehler unterlaufen, sodass die Lokalzeit auf Facebook für kurze Zeit „Oven time“ hieß.

## Wiederholungstermine
Von Dienstag bis Samstag wird um 10:35 Uhr jeweils eine Lokalzeit eines der Regionalstudios vom Vorabend wiederholt. Darüber hinaus werden in der Regel alle elf Lokalzeit-Hauptausgaben des vorangegangenen Abends in der Nacht zwischen 02:00 Uhr und 06:50 Uhr ausgestrahlt.

## Lokalzeit auf WDR 2
Seit dem 4. Juli 2016 gibt es von 06:30 Uhr bis 17:30 Uhr immer zur halben Stunde auf WDR 2 eine Lokalzeit (Kurznachrichten) im Radio.

## Lokalzeiten und ihre Studios im Überblick
Die folgende Tabelle bietet einen Überblick, welches Lokalzeitstudio aus den jeweiligen Städten, Landkreisen oder Gemeinden berichtet. In manchen Kreisen (Kreis Euskirchen, Rhein-Sieg-Kreis, Rheinisch-Bergischer Kreis, Oberbergischer Kreis, Kreis Mettmann, Kreis Recklinghausen) sind je nach Wohnort verschiedene Lokalzeiten zuständig:
| Sendung          | Sendung                   | Studio     | Berichte aus den Kreisen, Städten und Gemeinden |
| ---------------- | ------------------------- | ---------- | --- |
|                  | Lokalzeit aus Aachen      | Aachen     | Städteregion Aachen, Kreis Düren, Kreis Heinsberg Kreis Euskirchen: Blankenheim, Dahlem, Hellenthal, Kall, Mechernich, Nettersheim, Schleiden |
|                  | Lokalzeit Bergisches Land | Wuppertal  | Remscheid, Solingen, Wuppertal Kreis Mettmann: Heiligenhaus, Velbert Oberbergischer Kreis: Hückeswagen, Radevormwald Rheinisch-Bergischer Kreis: Burscheid, Leichlingen, Wermelskirchen |
|                  | Lokalzeit aus Bonn        | Bonn       | Bonn Rhein-Sieg-Kreis (ohne Niederkassel) Kreis Euskirchen: Bad Münstereifel, Euskirchen, Weilerswist, Zülpich |
|                  | Lokalzeit aus Dortmund    | Dortmund   | Dortmund, Hagen, Hamm Ennepe-Ruhr-Kreis, Kreis Recklinghausen (ohne Gladbeck), Kreis Unna |
|                  | Lokalzeit aus Duisburg    | Duisburg   | Duisburg Kreis Kleve, Kreis Wesel |
|                  | Lokalzeit aus Düsseldorf  | Düsseldorf | Düsseldorf, Krefeld, Mönchengladbach Rhein-Kreis Neuss, Kreis Viersen Kreis Mettmann: Erkrath, Haan, Hilden, Langenfeld, Mettmann, Monheim, Ratingen, Wülfrath |
|                  | Lokalzeit aus Köln        | Köln       | Köln, Leverkusen Oberbergischer Kreis: Gummersbach, Bergneustadt, Engelskirchen, Lindlar, Marienheide, Morsbach, Nümbrecht, Reichshof, Waldbröl, Wiehl, Wipperfürth Rheinisch-Bergischer Kreis: Odenthal, Kürten, Bergisch Gladbach, Overath, Rösrath, Rhein-Erft-Kreis Rhein-Sieg-Kreis: Niederkassel |
|                  | Lokalzeit Münsterland     | Münster    | Münster Kreis Borken, Kreis Coesfeld, Kreis Steinfurt, Kreis Warendorf |
|                  | Lokalzeit OWL             | Bielefeld  | Bielefeld Kreis Gütersloh, Kreis Herford, Kreis Höxter, Kreis Lippe, Kreis Minden-Lübbecke, Kreis Paderborn |
|                  | Lokalzeit Ruhr            | Essen      | Bochum, Bottrop, Essen, Gelsenkirchen, Herne, Mülheim an der Ruhr, Oberhausen Kreis Recklinghausen: Gladbeck |
|                  | Lokalzeit Südwestfalen    | Siegen     | Hochsauerlandkreis, Märkischer Kreis, Kreis Olpe, Kreis Siegen-Wittgenstein, Kreis Soest |
| Stand: Juni 2022 |                           |            | |

## Empfang
Über DVB-T2 ist in den einzelnen Regionen von Nordrhein-Westfalen in der Regel die entsprechende Lokalzeit zu empfangen. Um eine höchstmögliche Versorgung mit der „richtigen“ Lokalzeit zu gewährleisten, werden noch weitere Sendungen aus anderen Nachbarregionen zeitgleich mit ausgestrahlt. Außerhalb von Nordrhein-Westfalen wird über das digitale Antennenfernsehen nur die Lokalzeit aus Köln ausgestrahlt. In allen Regionen in NRW wird die örtlich zuständige Lokalzeit in nativer HD-Auflösung verbreitet.
Über DVB-C wird außerhalb von Nordrhein-Westfalen, also im restlichen Deutschland sowie im Ausland, meistens nur die Lokalzeit aus Köln angeboten. Innerhalb von Nordrhein-Westfalen bietet Unitymedia (heute Vodafone Kabel Deutschland) seit dem 12. April 2011 neben der landesweit verbreiteten Kölner Lokalzeit zusätzlich auch die jeweils örtlich zuständige Lokalzeit sowie eine benachbarte Version an (im Raum Köln zwei benachbarte Versionen, um auf insgesamt drei Versionen zu kommen). Die Kabelnetzbetreiber NetAachen, NetCologne und Vodafone Kabel Deutschland haben die Lokalzeit aus Köln in HD und die übrigen Lokalzeiten in SD digital im Angebot. Im Zuge der SD-Abschaltung der ARD-Programme werden seit November 2024 alle Lokalzeiten in HD ausgestrahlt.
Über DVB-S2 stellt der WDR seit dem 3. März 2021 alle elf Lokalzeiten über Satellit in HD zur Verfügung (bis 7. Januar 2025 simultan auch noch in SD). Dafür wurde ein neuer Transponder mit DVB-S2-Modulation in Betrieb genommen, auf den auch die vorher bereits exklusiv verbreitete Kölner HD-Version umgezogen ist.
Im abgeschalteten analogen Satellitenfernsehen fand ein wöchentlicher Wechsel statt und es wurde immer nur eine Lokalzeit-Ausgabe verbreitet. Im Nachfolgestandard DVB-S konnten dann nach der Analogabschaltung erstmals alle elf Lokalzeiten in SD-Qualität uneingeschränkt europaweit über Astra zur Verfügung gestellt werden. Dazu betrieb der WDR einen eigenen Transponder mit sechs Lokalzeiten und hatte auf einem weiteren Transponder Kapazitäten für vier Lokalzeiten angemietet. Die Lokalzeit aus Köln wurde über den Gemeinschaftstransponder der ARD verbreitet.
Zudem können alle Lokalzeiten deutschlandweit über Internetplattformen empfangen werden sowie auf Abruf auf der Webseite des WDR.

### Fehlversorgungen
Im Netz von Vodafone Kabel Deutschland in Oberhausen-Barmingholten, wo die Lokalzeit aus Essen zuständig ist, wird sie nicht eingespeist, dafür jedoch die Ausgaben aus Duisburg, Düsseldorf und Köln.
Im Netz von Vodafone Kabel Deutschland in Lügde, wo die Lokalzeit aus Bielefeld zuständig ist, wird nur die Lokalzeit aus Köln eingespeist und zwar ausschließlich digital.